# Försvarsunderrättelsedomstolen
Försvarsunderrättelsedomstolen är en svensk specialdomstol som prövar ärenden om tillstånd till signalspaning i försvarsunderrättelseverksamhet. Domstolen inrättades den 1 december 2009 och ersatte då signalspaningsnämnden. Domstolens har sina lokaler i Kista i norra Stockholm.

## Bakgrund
Genom den så kallade FRA-lagen reglerades möjligheten för Försvarets radioanstalt, FRA, att bedriva försvarsunderättelseverksamhet genom signalspaning mot kabelburen trafik som passerar Sveriges gränser, vilket bland annat innefattar telefon- samt en stor del av internettrafiken.
Tillstånd för signalspaning beviljades ursprungligen av signalspaningsnämnden, men Lagrådet och ett flertal andra remissinstanser framförde kritik mot bristande rättssäkerhet, att nämnden inte var oberoende från försvaret samt att integritetsskydd för medborgarna var allt för svagt.
Efter politiska kompromisser beslutade riksdagen i oktober 2009 om flera lagändringar, däribland att inrätta Förvarsunderrättelsedomstolen som en ny och självständig specialdomstol med ansvar för att pröva tillståndsfrågor för signalspaning.

## Domstolens uppgifter
Försvarsunderrättelsedomstolen ska pröva frågor om tillstånd till signalspaning, enligt lag (2008:717) om signalspaning i försvarsunderrättelseverksamhet.
Verksamheten avser endast tillståndsgivning; ansvaret för tillsyn över vilar på Statens inspektion för försvarsunderrättelseverksamheten, SIUN.

## Domstolens sammansättning
Försvarsunderrättelsedomstolen består av en ordförande, en eller högst två vice ordförande samt minst två och högst sex särskilda ledamöter. Ordföranden anställs av regeringen som ordinarie domare. Vice ordförande och särskilda ledamöter förordnas av regeringen för fyra år.
Ordförande och vice ordförande ska vara lagfarna domare och ha erfarenhet av tjänstgöring som domare. De särskilda ledamöterna ska ha särskild kunskap som är relevant för domstolens verksamhet. Samtliga ska ha svenskt medborgarskap.

## Förfarandet

### Ansökan och Anmälan
Försvarets radioanstalt ska ansöka om tillstånd hos Försvarsunderrättelsedomstolen för signalspaning.
Om FRA befarar att ansökan och domstolsprövning fördröjer eller påverkar syftet med signalspaningen väsentligt, får myndigheten fatta eget beslut om tillstånd för signalspaning. Beslutet ska fattas av den befattningshavare som regeringen föreskriver. Sådana tillstånd anmäls till Försvarsunderrättelsedomstolen, och prövas i efterhand som en ansökan.

### Prövningen
När en ansökan eller anmälan kommer in ska domstolen så snart som möjligt pröva om den är förenlig med lag (2000:130 om försvarsunderrättelseverksamhet och lag (2008:717) om signalspaning.
Domstolen ska också pröva att uppgifterna inte kan inhämtas på ett mindre ingripande sätt, att den information har ett klart större värde än det integritetsintrång som signalspaningen kan innebära samt att ansökan inte endast avser en viss fysisk person.

### Integritetsskyddsombud
Under domstolens prövning av ansökan eller anmälan ska fysiska och juridiska personers integritetsintressen bevakas av ett integritetsskyddsombud. Ombudet får ta del av allt som förekommer i målet och yttra sig.
Regeringen utser ett antal integritetsombud efter att den inhämtat förslag från Sveriges advokatsamfund och Domarnämnden. Ombuden ska vara svenska medborgare, vara eller ha varit advokat eller ordinarie domare, och förordnas för en period av fyra år eller längre.
Integritetsskyddsombuden har tystnadsplikt gällande allt sådant som de får kännedom om i målet.

### Process
I huvudsak följer Försvarsunderrättelsedomstolen förvaltningsprocesslagen; i fråga om omröstning gäller rättegångsbalken. Domstolen är domför med ordförande och två särskilda ledamöter. Högst tre ledamöter får delta i ett avgörande. I undantagsfall får ordförande ensam avgöra enklare frågor.
Så snart en ansökan eller anmälan kommer in ska domstolen utse ett integritetsskyddsombud i målet, och hålla sammanträde. I brådskande fall där dröjsmål skulle kunna riskera syftet med signalspaningen får sammanträdet hållas och beslut fattas utan att ombudet varit närvarande eller fått tillfälle att yttra sig.
Domstolens beslut får inte överklagas.

## Lista över domstolens ordförande
Följande personer har varit ordförande i domstolen:
- 2009-12-01 – 2016-11-30: Runar Viksten[18]
- 2016-12-01 – (senast 2020-03-31)[källa behövs]: Lars Lundgren[19]
- 2020-04-01 – : Kathrin Flossing[20]